# Neuralink
A Neuralink é uma sociedade comercial neurotecnológica americana estabelecida por Elon Musk e outros oito, que relatou estar a desenvolver interfaces cérebro–computador (ICs) implantáveis. A sociedade comercial foi estabelecida em 2016, em São Francisco, e foi anunciada publicamente em março de 2017. A marca "Neuralink" foi adquirida de seus proprietários anteriores em janeiro de 2017.
Musk disse ao periódico Wait But Why, em abril de 2017, que a empresa aspira, no curto prazo, criar dispositivos para tratar doenças cerebrais graves, a ser o objetivo final o aperfeiçoamento humano. Em junho de 2016, Musk discutiu um conceito fictício-científico nominado "laço neural", que é parte do universo ficcional de A Cultura, uma série de romances de Iain M. Banks.
A empresa é criticada pela pressa e falta de critério em seus experimentos, motivada pelo seu desempenho comercial, o que levanta questões éticas por causar mortes desnecessárias de animais, incluindo macacos.

## Empresa
A Neuralink foi fundada em 2016 por Elon Musk e uma equipe de sete cientistas e engenheiros. O grupo inicial era formado por especialistas em diversas áreas como neurociência, bioquímica e robótica.
Em abril de 2017, a Neuralink anunciou a intenção de fabricar dispositivos para tratar doenças cerebrais graves a curto prazo, com o objetivo final de aprimoramento humano, às vezes chamado de transumanismo. Musk afirmou que o interesse na ideia surgiu após conhecer o conceito de ficção científica de “laço neural” do universo ficcional de The Culture, uma série de 10 romances de Iain M. Banks.
Musk definiu o laço neural como uma “camada digital acima do córtex” que não implicaria sempre em uma inserção cirúrgica extensa, mas idealmente um implante através de uma veia ou artéria. Ele afirmou que o objetivo a longo prazo é alcançar a "simbiose com a inteligência artificial", que ele considera uma ameaça existencial para a humanidade se não for controlada. Ele acredita que o dispositivo será "como um videogame, você poderia salvar em um ponto e depois retomar carregando o último estado" e "tratar de lesões cerebrais ou espinhais e compensar qualquer deficiência a alguém tenha com o chip".
Em 2020, a Neuralink tinha sede no Distrito Missionário em São Francisco, compartilhando o edifício Pioneer com a OpenAI, outra empresa cofundada por Musk. Jared Birchall, chefe do escritório familiar de Musk, foi listado como CEO, CFO e presidente da Neuralink em 2018. Em setembro de 2018, Musk era o sócio majoritário da Neuralink, mas não ocupava nenhum cargo executivo. Em agosto de 2020, apenas três dos oito cientistas fundadores permaneceram na empresa, de acordo com um artigo da Stat News que relatou que dentro da Neuralink aconteceram "anos de conflito interno em que os cronogramas curtos entraram em conflito com o ritmo lento e incremental da ciência".
Em maio de 2021, o cofundador e presidente Max Hodak anunciou que não trabalhava mais na empresa. Em janeiro de 2022, dos oito cofundadores, apenas dois permaneciam na empresa.

### Crítica cultural
Um artigo de janeiro de 2022 publicado na Fortune destacou as críticas à cultura corporativa da Neuralink por parte de ex-funcionários anônimos. Eles descreveram uma “cultura de culpa e medo” e com prioridades indecisas. Além disso, Musk supostamente prejudicou a gestão ao encorajar novos funcionários pouco experientes "a enviarem-lhe questões e reclamações por e-mail diretamente".

## Testes em seres vivos
A empresa realiza testes em animais desde 2018. Neste período, já matou mais de 1500 animais, incluindo mais de 280 ovelhas, porcos e macacos. O número exato é desconhecido, devido a falta de precisão nos registros da empresa. Também foram realizados testes em ratos e camundongos.

### Testes em macacos
Entre setembro de 2017 e 2020, os testes da empresa foram auxiliados por funcionários da California National Primate Research Center (CNPRC), dentro da Universidade da Califórnia em Davis. Os registros veterinários dos testes mencionam complicações ocorridas após o implante de eletrodos no cérebro dos macacos, que incluem diarreia hemorrágica, paralisia parcial, e edema cerebral. A cobaia “Animal 15” apresentou sintomas de dor e infecção, perda de coordenação motora, levando à sua morte em maio de 2019. A cobaia identificada por “Animal 20” teve parte de equipamento quebrado dentro de seu corpo, o que causou incômodo ao animal, que coçou o local da cirurgia até causar infecção por bactérias e fungos. Esta cobaia foi eutanasiada em janeiro de 2020. O "Animal 22" foi eutanisiado em março de 2020 quando partes do seu implante cerebral se soltaram.
Em abril de 2021, a Neuralink demonstrou um macaco jogando “Pong” utilizando um implante Neuralink. Embora já existisse tecnologia semelhante desde 2002, quando um grupo de pesquisa demonstrou pela primeira vez um macaco movendo um cursor com sinais neurais, os cientistas reconheceram o progresso na engenharia ao tornar o implante sem fios e ao ter aumentado o número de elétrodos implantados.
A agência Reuters divulgou a investigação do governo dos Estados Unidos sobre os testes da Neuralink, que estariam sendo apressados e causando mortes desnecessárias. Testes falhos tiveram que ser repetidos, aumentando o número de animais mortos. Musk teria dito aos funcionários que imaginassem ter uma bomba amarrados a eles, para que os testes fossem realizados o mais rápido possível, para evitar repercussões negativas do mercado.
Em setembro de 2023, Musk afirmou no Twitter que os macacos testados foram escolhidos por estarem próximos da morte, para minimizar danos a macacos saudáveis. A análise da Wired discorda dessa avaliação, com base em registros dos experimentos, e afirma que a morte dos animais foi causada pelos experimentos da Neuralink. Uma doutoranda do CNPRC afirma que as cobaias eram jovens, e não poderiam ser considerados em estágio terminal, como defendido por Musk.

### Testes em humanos
Um pedido de realizar testes em humanos foi rejeitado em 2022 pela agência FDA, responsável, autorização para realizar testes clínicos em humanos. A agência afirmou ter "grandes preocupações de segurança envolvendo a bateria de lítio do dispositivo; o risco dos minúsculos fios do implante migrarem para outras áreas do cérebro; e questões sobre se e como o dispositivo pode ser removido sem danificar o tecido cerebral".
Meses, depois, Neuralink recebeu a autorização da FDA em maio de 2023. Em setembro de 2023, a Neuralink recrutamento de humanos para seus primeiros testes sob uma exceção sobre dispositivos experimentais do FDA.
Em 29 de janeiro de 2024, Musk anunciou no X que a empresa implantou com sucesso um chip Neuralink em um ser humano. Musk informou que o paciente, ainda desconhecido, estava se recuperando bem da cirurgia. Em maio, a empresa anunciou que houve problemas no implante. Parte dos fios que se conectavam ao cérebro do paciente retraíram, diminuindo a velocidade da conexão e sua precisão. A empresa considerou remover o implante, mas julgou não ser necessário por não apresentar risco à saúde do paciente.